# Bleptina carlona
Bleptina carlona là một loài bướm đêm trong họ Noctuidae.